# Red Vitruvio
La Red Vitruvio es una red de bibliotecas especializadas de arte, arquitectura, diseño y urbanismo que reúne cincuenta y tres bibliotecas y centros de documentación, pertenecientes a museos, academias, universidades, instituciones educativas, entidades profesionales y otros, tanto del ámbito público y privado de diferentes localidades de toda la Argentina y de algunos países de América Latina.

## Historia
En 1994, en la Biblioteca – Centro de Documentación de la Facultad de Arquitectura, Diseño y Urbanismo (FADU) de la Universidad de Buenos Aires se invitaron a veintisiete instituciones, tanto públicas como privadas, comenzando por las bibliotecas de la Sociedad Central de Arquitectos (SCA) y del Consejo Profesional de Arquitectura y Urbanismo (CPAU), ya que con ellas se concentraba la mayor cantidad de documentación especializada que se interesaba potenciar. Ese fue el 1.er Encuentro de Bibliotecas de Arquitectura, Arte, Diseño y Urbanismo, y por el consenso de todos los presentes, se creó la Red Vitruvio.
El nombre de Vitruvio otorgado a la red surge por la contribución del Prof. Roberto Cagnoli, director de la Biblioteca de la Universidad de Palermo, presente en la primera reunión.
Marcos Vitruvius Pollio, 88-26 A.C., se trata de un personaje romano, considerado el padre del diseño y de la arquitectura. Es el autor de De Architectura, tratado en diez libros conocido como Los diez libros de arquitectura, que a partir del Renacimiento y con el advenimiento de la imprenta fue de los primeros tratados de arquitectura que se difundieron en Europa y luego en América. Aún hoy es el único tratado de la Antigüedad clásica y el más antiguo conservado.
Los encuentros anuales de la red Vitruvio, iniciados en 1994, son un espacio donde presentan las acciones, nuevos productos y servicios de las subcomisiones de trabajo, conferencias magistrales por especialistas, informes y avance de gestión, novedades de la red, los integrantes intercambian opiniones y propuestas y renuevan las autoridades de la comisión coordinadora, por votación de los presentes.
| Número de Encuentro                                                         | Año  | Sede |
| --------------------------------------------------------------------------- | ---- | --- |
| XII Encuentro Anual de la Red Vitruvio                                      | 2018 | Centro de Estudios Espigas                                                                                                |
| 11.º Encuentro Anual y 20.º Aniversario de la Red Vitruvio                  | 2014 | Biblioteca del Consejo Profesional de Arquitectura y Urbanismo                                                            |
| 10.° Encuentro de la Red Vitruvio                                           | 2007 | Biblioteca del Consejo Profesional de Arquitectura y Urbanismo                                                            |
| 9.° Encuentro de la Red Vitruvio                                            | 2004 | Espacio Fundación Telefónica                                                                                              |
| 8.° Encuentro de la Red Vitruvio                                            | 2003 | Centro de Documentación - Biblioteca de la Facultad de Arquitectura, Diseño y Urbanismo de la Universidad de Buenos Aires |
| Reunión Preparatoria al Taller de RECIARIA                                  | 2002 | Biblioteca del Consejo Profesional de Arquitectura y Urbanismo                                                            |
| 7.° Encuentro de la Red Vitruvio                                            | 2000 | Biblioteca de la Sociedad Central de Arquitectos                                                                          |
| 6.° Encuentro de la Red Vitruvio                                            | 1999 | Biblioteca de la Universidad de Palermo                                                                                   |
| 5.° Encuentro de la Red Vitruvio                                            | 1998 | Biblioteca del Consejo Profesional de Arquitectura y Urbanismo                                                            |
| 4.° Encuentro de la Red Vitruvio                                            | 1997 | Biblioteca del Consejo Profesional de Arquitectura y Urbanismo                                                            |
| 3.er Encuentro de la Red Vitruvio                                           | 1996 | Biblioteca del Consejo Profesional de Arquitectura y Urbanismo                                                            |
| 2.° Encuentro de las Bibliotecas de Arquitectura, Arte, Diseño y Urbanismo  | 1995 | Biblioteca Nacional de la Argentina                                                                                       |
| 1.er Encuentro de las Bibliotecas de Arquitectura, Arte, Diseño y Urbanismo | 1994 | Centro de Documentación - Biblioteca de la Facultad de Arquitectura, Diseño y Urbanismo de la Universidad de Buenos Aires |

## Objetivos
Entre las principales fortalezas de la red se destacar los numerosos beneficios para las bibliotecas participantes surgidos del trabajo cooperativo:
- Hacer accesible recíprocamente las colecciones de las bibliotecas involucradas, de acuerdo con las normas y procedimientos vigentes en cada biblioteca.

- Acordar los procedimientos de acceso a los distintos recursos de información disponibles.

- Posibilitar el acceso y la consulta del personal y de todo tipo de usuarios de las bibliotecas participantes.

- Asegurar el préstamo interbibliotecario.

- Producir beneficios colectivos en proyectos de bien común. Es el espíritu de esta red encarar proyectos que sean relevantes para la mejora de las colecciones y los servicios. Un ejemplo de ello es, a través de un convenio-marco de cooperación entre instituciones, la digitalización de obras fundamentales que contemplan transversalmente las disciplinas.

- Prestar asesoramiento técnico entre todos los integrantes de la red de acuerdo a las capacidades de los respectivos planteles del área profesional y/o técnica.

- Consensuar un vocabulario especializado del área en lengua española ante la carencia de un vocabulario común.

- Generar las actividades de capacitación continua para el desarrollo nuestros profesionales.[6]

Las necesidades detectadas en las disciplinas conjuntas les permitieron descubrir varios puntos de coincidencia que fueron plasmados en numerosos proyectos cooperativos que se materializan en diversos productos.

### Funcionamiento
Su estructura de gestión está compuesta por una comisión coordinadora y diferentes subcomisiones de trabajo que garantizan un equitativo y democrático funcionamiento. La actuación de la comisión coordinadora se limita en tomar alguna decisión estratégica que afecte a la red y en coordinar el trabajo de las subcomisiones. Las subcomisiones de trabajo son: Lenguaje, Directorio. Publicaciones Periódicas, Capacitación y Web y Redes Sociales. Cada subcomisión tiene a su cargo el desarrollo, mantenimiento y actualización de sus diferentes productos y de gestionar las acciones y trabajos necesarios que sumen beneficios a las bibliotecas integrantes de la Red. En cada una de ellas contribuyen vivamente diferentes instituciones.

## Productos cooperativos
Desde los inicios de la red se constituyó la subcomisión de Lenguaje con el propósito de normalizar el lenguaje empleado individualmente por cada institución.
El vocabulario especializado se inició con los índices alfabéticos de los términos utilizados en las bibliotecas de la FADU, la SCA y el CPAU, a su vez tomados en el caso de la biblioteca de la FADU, del índice alfabético de la CDU ante la ausencia en lengua española de una herramienta para el control de la terminología utilizada y la unificación de un lenguaje común que permitiera a los bibliotecarios y usuarios la recuperación de la información.
El primer trabajo producido fue el Listado Alfabético de Términos Utilizados en las Bibliotecas Cooperantes, incluye todos los términos usados en las bibliotecas que participaron en su elaboración con el propósito de normalizar el lenguaje empleado en las mismas. Este trabajo no presenta relaciones semánticas, notas de alcance ni referencias y funciona de hecho como un listado de términos propuestos para ser incorporados al Vocabulario controlado. Es una tarea de estudio, control, eliminación de terminología duplicada y unificación conceptual. Cuando se edita por primera vez contenía aproximadamente 5000 términos. Luego fueron invitadas las demás bibliotecas miembro de la red a enviar sus propios listados terminológicos y se integraron al listado madre mientras se continuaba trabajando en su mantenimiento y actualización publicándolo cada año. En 1996 se decidió que el Listado Alfabético sería la base de un futuro Vocabulario Controlado en el que se comienza a trabajar cada término, estudiándolo, investigándolo, discutiendo y obviamente buscando toda la interrelación existente con aspectos de otras áreas del conocimiento. 
Luego de 8 años de investigación, en 2004 se edita la primera edición del «Vocabulario Controlado en Arquitectura, Arte, Diseño y Urbanismo de la Red Vitruvio.» Contó con 1943 descriptores de los cuales 431 incluyen notas de alcance, y 279 términos no usados que remiten a sus sinónimos y obviamente contiene todas las relaciones semánticas correspondientes. Es un vocabulario especializado, multidisciplinario y monolingüe. Único en su momento, reunía el aporte de 17 bibliotecas miembro de Vitruvio y las modalidades terminológicas principalmente de la Argentina.
Actualmente este Listado alfabético se actualiza en forma permanente y es posible consultarlo y descargarlo en línea.
También se debe destacar, que fue validado e incorporado, tanto en su primera edición en soporte papel como en su edición digital por la Lista de Códigos Fuente (Source Code Lists), de la Sección Source Codes for Vocabularies, Rules and Schemes de la Library of Congress y se lo puede encontrar bajo el Código VCAADU.
El Directorio permite identificar a todas las bibliotecas miembro. La Subcomisión de Directorio trabajó desde el primer año en su elaboración y actualización anual. Además de los datos básicos y de contacto, reúne la información sobre la infraestructura, servicios, colecciones y recursos. Constituye un repertorio especializado del área y se encuentra disponible en línea.
El Catálogo colectivo de publicaciones periódicas surge en 1995, como creación de una herramienta para conocer los títulos de publicaciones periódicas -abiertos y cerrados- según la disciplina que trataban, que formaban parte de cada biblioteca miembro y favorecer el préstamo interbibliotecario. En las posteriores actualizaciones se fueron incluyendo nuevos datos, como; catalogación analítica por parte de la biblioteca, país y ciudad de edición, el ISSN y se uniformaron los títulos. Finalmente este producto tuvo dos ediciones y actualizaciones, la última es de 2014 y en línea.
Las Bases unificadas en línea reúne los catálogos de monografías (libros, CD-ROM, DVD, vídeos y otros), publicaciones periódicas (revistas) y analíticas de publicaciones periódicas existentes en las bibliotecas participantes sobre las colecciones especializadas de Arquitectura, Arte, Diseño y Urbanismo. Hubo dos ediciones en soporte físico: BASES 1 y BASES 2. Permite acceder a los catálogos de cuatro bibliotecas de la red (FADU-UBA, SCA, CPAU e IAA-UBA), buscar el documento deseado por Autor, Título o Tema y saber al instante si existe en las mismas y en qué biblioteca se encuentra para su consulta. La última edición, BASES 3, es una recopilación en línea de los catálogos mencionados anteriormente y se agregan las colecciones de ISU y UCES.

## Actividades
La capacitación es una actividad principal de la red. Desde sus principios, comenzó a capacitar a todo el personal que se desempeñara en alguna de las bibliotecas miembro. Esto incluía bibliotecarios, estudiantes, otros profesionales, administrativos, etc. motivados por la disparidad de instrucción del personal en su totalidad, buscó nivelar y ampliar todos los campos del conocimiento relacionados con las cuatro disciplinas o el ámbito bibliotecológico.
Se destacan:
- Ciclos de charlas presenciales y virtuales ofrecidas por destacados profesionales especialistas de cada disciplina de la red a fin de mejorar el uso del lenguaje y actualizarse sobre las tendencias  bibliotecológicas y del campo de las ciencias de la información.

- Cursos, talleres, comunicaciones, conferencias para la generación de conocimiento. Dados los constantes cambios a los que están sometidas las bibliotecas y a fin de actualizar al personal en todos los aspectos que hacen a la actual práctica profesional, además de los temas técnicos o en relación con las disciplinas que nos competen, ofrecemos capacitación continua en temas tecnológicos y de gestión administrativa y recursos humanos.[15]

- Un hito en el desarrollo e historia de la red fue la realización del Seminario Panorama de la Historia del Arte, la Arquitectura y el Diseño. Dictado durante dos años, con frecuencia de dos encuentros mensuales de marzo a noviembre, reconocidos especialistas en las disciplinas mencionadas brindaron diferentes presentaciones académicas.[16] Este ciclo fue destinado al personal de las bibliotecas de la red con el objetivo de igualar los conceptos y competencias básicas que distinguen las áreas temáticas cubiertas por la red.

- Integración al Programa de Formación continua de Reciaria: Desde 1999, Vitruvio fusiona su capacitación continua a la de Reciaria, que abre la capacitación profesional a todo el personal que se desempeñe en las bibliotecas pertenecientes a las redes miembro. Y coopera integrando sus propias capacitaciones a Reciaria tanto en forma presencial como virtual.

- Encuentros anuales: Los encuentros anuales de la red Vitruvio, iniciados en 1994, son un espacio donde se presentan las acciones, nuevos productos y servicios de las subcomisiones de trabajo, conferencias magistrales por especialistas, informes y avance de gestión, novedades de la red, los integrantes intercambian opiniones y propuestas y se renueva las autoridades de la comisión coordinadora, por votación de los presentes.
- Divulgación y presencia en jornadas profesionales: Para difundir el trabajo cooperativo e intercambiar información con otras disciplinas ha presentado trabajos en diferentes eventos.[17][18]

## Presencia internacional
El 22 de agosto de 1994, en el marco del Congreso Mundial de Bibliotecas e Información: 70.º Congreso General y Consejo de la IFLA celebrado en Buenos Aires, Vitruvio junto con la Sección Bibliotecas de Arte de la IFLA, organizó el «Taller Internacional: Una tarde en el Museo», con sede en el Museo Nacional de Bellas Artes. Se presentó una mesa redonda integrada por un panel de mecenas, bibliotecarios y usuarios docentes e investigadores del campo de las artes donde se abordó el tema «Fuera de los circuitos comerciales: las bibliotecas argentinas de arte y la búsqueda, documentación y uso de la información gris». El evento reunió por primera vez en América Latina a 124 bibliotecarios especializados de todo el mundo.
Como resonancia de esta actividad, la Sección de Bibliotecas de Arte de la IFLA, solicitó a la red Vitruvio el envío de artículos para publicar en el IFLA Journal y el Art Libraries Journal.
Recientemente ha estrechando lazos de cooperación, intercambio de información y participación con la Rede de Bibliotecas e Centros de Informação em Arte no Estado do Rio de Janeiro (REDARTE/RJ). También realiza un contacto directo con la Asociación de Revistas Latinoamericanas de Arquitectura (ARLA)
La presencia en redes sociales le permitió establecer intercambios de información con diferentes organismos especializados y profesionales latinoamericanos.

## Redes de cooperación
La red Vitruvio integra y participa en Reciaria (Red de redes de información) desde su creación en 1999. Trabaja junto con otras 37 redes de proyección nacional e internacional que representan a más de casi 2600 bibliotecas argentinas, que abarcan todo el espectro de la información y pertenecen a todos los sectores, públicos y privados. Esta participación le permite interactuar con otras redes afines y una gran visibilidad gracias al Mapa de la Información de la Argentina, integrado al Mapa Cultural de la Argentina. Además la red forma parte activamente en su comisión coordinadora y en la comisión de comunicación.
Informalmente la red Vitruvio tiene relación con otras redes a nivel nacional, regional e internacional que indirectamente le piden información, participan, colaboran o cooperan formalmente en Reciaria. Debido a las temáticas representadas e interdisciplinaridad de esta red es habitual que las unidades de información sean integrantes de otras redes y trabajen en forma mancomunada con ellas.

## Bibliotecas integrantes
- Academia Nacional de Bellas Artes - Biblioteca
- Agencia de Administración de Bienes del Estado (Argentina) - Centro de Documentación e Investigación de la Arquitectura Pública
- Alliance Française de Buenos Aires - Médiathèque
- Argentina. Ministerio de Hacienda - Centro de Documentación e Información
- Asociación Argentina de Arquitectura e Ingeniería Hospitalaria - Biblioteca "Arq. Graciela Lerch"
- Centro Argentino de Arquitectos Paisajistas - Biblioteca CAAP
- Centro Argentino de Ingenieros - Biblioteca y Centro De Información Documentaria "Ing. Luis A. Huergo"
- Centro de Documentación de Arquitectura Latinoamericana - Biblioteca y Hemeroteca CEDODAL – OEI
- Centro Regional de Estudios Superiores de Tres Arroyos - Biblioteca[27]
- Chaco. Ministerio De Educación, Cultura, Ciencia y Tecnología - Biblioteca Pública Popular "Prof. Leopoldo Herrera"[28]
- Consejo Profesional de Arquitectura y Urbanismo - Biblioteca CPAU[29][30]
- Escuela de Arte "Xul Solar" de Junín - Biblioteca "Víctor Grippo"
- Escuela Superior de Economía y Administración de Empresas - Biblioteca Universitaria "Federico Pinedo"
- Escuela Técnica ORT - Biblioteca[31]
- Fondo Nacional de las Artes - Biblioteca "Arq. Mario J. J. Podestá"
- Fundación Gutenberg - Biblioteca "Raúl Mario Rosarivo"[32]
- Goethe Institut Buenos Aires - Información y Biblioteca.[33]
- Instituto Nacional de Cine y Artes Audiovisuales. Escuela Nacional de Experimentación y Realización Cinematográfica - Biblioteca y Centro de Documentación y Archivo del INCAA-ENERC
- Instituto Nacional de Musicología "Carlos Vega" - Biblioteca
- Instituto Nacional de Tecnología Industrial. Centro de Construcciones - Biblioteca
- Instituto Nacional de Tecnología Industrial. Centro de Investigación y Desarrollo en Diseño Industrial - Biblioteca
- Instituto Nacional de Tecnología Industrial. Centro de Investigación y Desarrollo Textil - Biblioteca
- Museo de Arte Español "Enrique Larreta" - Biblioteca Enrique Larreta
- Museo Municipal de Arte "Juan Carlos Castagnino" - Villa Ortiz Basualdo - Biblioteca
- Museo Municipal de Bellas Artes "Juan B. Castagnino" - Biblioteca
- Sociedad Central de Arquitectos - Biblioteca "Alejandro Christophersen"
- Tarea-IIPC, UNSAM / Fundación Espigas - Centro de Estudios
- Universidad Abierta Interamericana. Sistema De Bibliotecas Vaneduc - Biblioteca Central
- Universidad Argentina de la Empresa - Biblioteca Central
- Universidad Blas Pascal - Biblioteca
- Universidad Católica de Córdoba - Sistema de Bibliotecas
- Universidad de Belgrano - Biblioteca
- Universidad de Buenos Aires. Facultad de Arquitectura, Diseño y Urbanismo - Centro de Documentación - Biblioteca "Prof. Arq. Manuel Ignacio Net"[34]
- Universidad de Buenos Aires. Facultad de Filosofía y Letras. Instituto de Artes del Espectáculo "Dr. Raúl H. Castagnino" - Biblioteca
- Universidad de Buenos Aires. Instituto de Arte Americano e Investigaciones Estéticas "Mario J. Buschiazzo" - Biblioteca "Andrés Blanqui"
- Universidad de Ciencias Empresariales y Sociales - Biblioteca "Federico Clerici"
- Universidad de Concepción del Uruguay - Biblioteca Central "María Rosa Gonella"
- Universidad de la República Uruguay. Facultad de Arquitectura, Diseño y Urbanismo - Departamento de Documentación y Biblioteca
- Universidad del Congreso - Biblioteca "Luis Menotti Pescarmona"
- Universidad de Mendoza - Biblioteca Central
- Universidad de Morón - Biblioteca "Mariano Moreno"
- Universidad de Palermo - Biblioteca[35]
- Universidad de San Pablo - Tucumán - Biblioteca
- Universidad Kennedy - Biblioteca
- Universidad Nacional de Cuyo. Facultad de Artes y Diseño - Biblioteca de Artes y Diseño
- Universidad Nacional de Cuyo. Facultad de Ingeniería - Biblioteca "Egidio Feruglio"[36]
- Universidad Nacional de Córdoba. Facultad de Arquitectura, Urbanismo y Diseño - Biblioteca "Mario Fernández Ordoñez"[37]
- Universidad Nacional de Córdoba. Facultad de Artes - Biblioteca de Artes
- Universidad Nacional de Ingeniería. Facultad de Arquitectura, Urbanismo y Artes - Biblioteca Luis Miró Quesada Garland
- Universidad Nacional de La Matanza - Biblioteca "Leopoldo Marechal"[38]
- Universidad Nacional de las Artes. Departamento de Artes Dramáticas - Biblioteca DAD
- Universidad Nacional de las Artes. Área Transdepartamental de Crítica de Artes - Centro de Documentación "Profesor Carlos Prieto"
- Universidad Nacional del Litoral. Facultad de Arquitectura, Diseño y Urbanismo - Biblioteca Centralizada FHUC-FADU-ISM
- Universidad Nacional del Nordeste. Facultad de Arquitectura y Urbanismo - Biblioteca "Arq. Roberto Champion"
- Universidad Nacional de Rosario. Facultad de Arquitectura, Planeamiento y Diseño - Centro de Documentación Visual
- Universidad Nacional de Rosario. Facultad de Arquitectura, Planeamiento y Diseño - Biblioteca "Arq. Hilarión Hernández Larguía"
- Universidad Nacional de San Martín - Biblioteca Central
- Universidad Torcuato Di Tella - Biblioteca Torcuato Di Tella